# دژان ساویچ
دژان ساویچ (سیریلیک صربی: Дејан Савић؛ زادهٔ ۲۴ آوریل ۱۹۷۵) بازیکن واترپلو اهل صربستان است.